# Emms Trophy
Emms Trophy je hokejová trofej pro vítěze centrální divize Ontario Hockey League. Tato trofej je udělována od sezóny 1975-76 (tehdy vítěznému týmu Emmsovy divize) a byla pojmenována po Hapu Emmsovi za jeho přínos ontarijskému juniorskému hokeji.

## Vítězové Emms Trophy
| Sezóna  | Tým                              |
| ------- | -------------------------------- |
| 2017/18 | Barrie Colts                     |
| 2016/17 | Mississauga Steelheads           |
| 2015/16 | Barrie Colts                     |
| 2014/15 | Barrie Colts                     |
| 2013/14 | North Bay Battalion              |
| 2012/13 | Barrie Colts                     |
| 2011/12 | Niagara IceDogs                  |
| 2010/11 | Mississauga St. Michael's Majors |
| 2009/10 | Barrie Colts                     |
| 2008/09 | Brampton Battalion               |
| 2007/08 | Brampton Battalion               |
| 2006/07 | Barrie Colts                     |
| 2005/06 | Brampton Battalion               |
| 2004/05 | Mississauga IceDogs              |
| 2003/04 | Toronto St. Michael’s Majors     |
| 2002/03 | Brampton Battalion               |
| 2001/02 | Toronto St. Michael’s Majors     |
| 2000/01 | Sudbury Wolves                   |
| 1999/00 | Barrie Colts                     |
| 1998/99 | Barrie Colts                     |
| 1997/98 | Guelph Storm                     |
| 1996/97 | Kitchener Rangers                |
| 1995/96 | Guelph Storm                     |
| 1994/95 | Guelph Storm                     |
| 1993/94 | Detroit Junior Red Wings         |
| 1992/93 | Sault Ste. Marie Greyhounds      |
| 1991/92 | Sault Ste. Marie Greyhounds      |
| 1990/91 | Sault Ste. Marie Greyhounds      |
| 1989/90 | London Knights                   |
| 1988/89 | Kitchener Rangers                |
| 1987/88 | Windsor Compuware Spitfires      |
| 1986/87 | North Bay Centennials            |
| 1985/86 | North Bay Centennials            |
| 1984/85 | Sault Ste. Marie Greyhounds      |
| 1983/84 | Kitchener Rangers                |
| 1982/83 | Sault Ste. Marie Greyhounds      |
| 1981/82 | Kitchener Rangers                |
| 1980/81 | Kitchener Rangers                |
| 1979/80 | Windsor Spitfires                |
| 1978/79 | Niagara Falls Flyers             |
| 1977/78 | London Knights                   |
| 1976/77 | St. Catharines Fincups           |
| 1975/76 | Hamilton Fincups                 |